# 伍德蘭 (密蘇里州)
伍德蘭（英語：Woodland）是位於美國密蘇里州馬里昂縣的非建制地區。

## 歷史
伍德蘭的郵局於1872年設立，其後於1941年停運。

## 地理
伍德蘭所處的海拔為高於海平面209米（即686英呎），而該地所採用的時區為UTC-6，即北美中部時區（CST）。同時該地設有夏令時間，為UTC-6調快一小時，即UTC-5（CDT）。